# Уэст-портские убийства
Уэст-портские убийства (англ. West Port murders, также Burke and Hare murders) — серия из 16 убийств, совершённых с ноября 1827 по 31 октября 1828 года в окрестностях улицы Уэст-Порт в Эдинбурге ирландскими иммигрантами Уильямом Бёрком (англ. William Burke) и Уильямом Хэром (англ. William Hare). Бёрк и Хэр продавали трупы своих жертв в качестве материала для препарирования известному шотландскому хирургу, анатому и зоологу Роберту Ноксу (1791—1862) — ведущему преподавателю частных анатомических курсов Барклая, пользовавшихся популярностью у студентов медицинской школы Эдинбургского университета. Сообщницами преступников стали сожительница Бёрка Хелен Макдугал (англ. Helen McDougal) и гражданская жена Хэра Маргарет (урождённая Лэрд, англ. Margaret Laird). Способ убийства, применявшийся Бёрком и Хэром — удушение путём сдавливания грудной клетки жертвы, — получил в английском языке самостоятельное название burking, от burke — убить, задушить; в переносном смысле — замять дело, разделаться тихо и незаметно (по имени Уильяма Бёрка, главного исполнителя убийств).
После череды розыскных мероприятий преступники и их сообщницы были арестованы и преданы суду. Макдугал и Маргарет Лэрд (Хэр) через некоторое время были отпущены за недостаточностью доказательств их вины. Уильям Хэр, заключив сделку со следствием, согласился дать обвинительные показания против Бёрка в обмен на иммунитет от дальнейшего судебного преследования. 28 января 1829 года по приговору суда Бёрк был повешен перед собором Сент-Джайлс, после чего его тело было доставлено в эдинбургский медицинский колледж и публично вскрыто профессором анатомии Александром Монро. Нокс, хотя и не лишился лицензии на медицинскую практику, подвергся общественному осуждению и поздне́е был вынужден уехать из Эдинбурга.
История Бёрка и Хэра побудила парламент в 1829 году учредить комиссию для детального исследования положения дел в британской анатомии. Работа комиссии закончилась принятием в 1832 году «Анатомического акта», упразднившего обычай анатомирования трупов казнённых преступников и позволившего медицинским учреждениям использовать трупный материал для анатомических и учебных целей.

## Исторические предпосылки

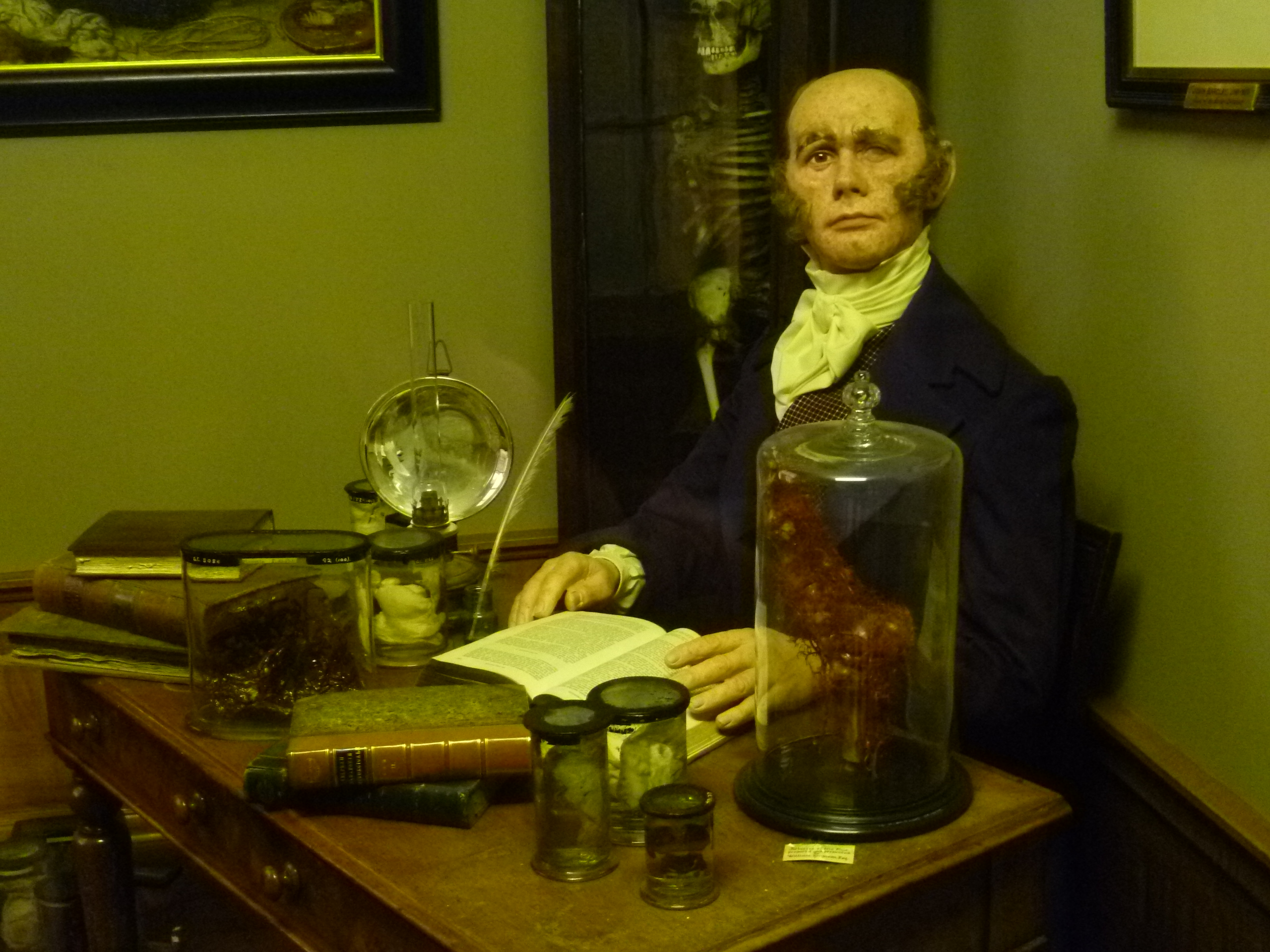
Восковая фигура доктора Роберта Нокса — экспонат музея Королевский колледж хирургов Эдинбурга

До 1832 года высшие учебные заведения Великобритании — в том числе Эдинбургский университет, известный традиционно высоким уровнем преподавания медицины — испытывали острый недостаток трупов, необходимых для занятий по анатомии и медицинских исследований. Спрос на трупы, резко возросший с расцветом врачебной науки в начале XIX века, не находил удовлетворения: единственный законный источник трупного материала — тела казнённых преступников — почти иссяк в связи с резким сокращением количества казней, обусловленным отменой старинного «Кровавого кодекса». Анатомы, медики, студенты многочисленных медицинских факультетов и школ вынуждены были довольствоваться двумя-тремя наглядными пособиями в год. Положением воспользовались «похитители тел» (англ. body snatchers), быстро наладившие тайный сбыт дефицитного трупного материала, добываемого всеми возможными способами — от разграбления могил до «анатомических убийств».

## Бёрк и Хэр
Уильям Бёрк (1792 — 28 января 1829) родился в сельском приходе Оррей (англ. Orrey) близ города Страбан на западной окраине графства Тирон в составе ирландской провинции Ольстер. Около 1817 года, перепробовав множество занятий — в том числе службу помощником офицера городской милиции Донегола — и оставив в Ирландии жену с малолетним ребёнком, Бёрк переехал в Шотландию, где устроился землекопом в Маддистоне на строительстве Юнион-канала. Там он познакомился с разведённой шотландкой из Стерлинга Хелен Макдугал, к тому времени имевшей двоих детей, рождённых ею от прежнего сожителя. По окончании строительства Бёрк и Макдугал перебрались из Маддистона в Пиблс, затем в Лит и в Эдинбург, зарабатывая на жизнь подённой работой на фермах, продажей поношенной одежды и починкой обуви. Предположительно в этот же период в эдинбургском районе Кэнонгейт поселился брат Бёрка Константин (англ. Constantine Burke).
В качестве места рождения Уильяма Хэра (1792 или 1804 — ?) обычно указывается Пойнтзпасс близ Ньюри (или близ Дерри), также в провинции Ольстер. Подобно Бёрку, Хэр — ирландский эмигрант в Шотландии — работал на строительстве Юнион-канала, затем перебрался в Эдинбург, поселившись в меблированных комнатах на Тэннерс-клоуз (англ. Tanner’s Close) и сведя знакомство с их владельцем по фамилии Лог (англ. Logue). После смерти Лога в 1826 году Хэр вступил в гражданский брак с его вдовой ирландкой Маргарет Лэрд. В декабре 1828 года у Хэра и Лэрд родился ребёнок, имя и дальнейшая судьба которого остались неизвестными.
В конце 1827 года Бёрк и Макдугал поселились в доходном доме, принадлежавшем Хэру и Лэрд. Известно, что Бёрк познакомился с Маргарет во время одного из предыдущих приездов в Эдинбург. Сведений о том, был ли он прежде знаком с Хэром, не сохранилось. Вскоре после переезда Бёрка и Макдугал в Эдинбург между Бёрком и Хэром установились приятельские отношения.

## Убийства

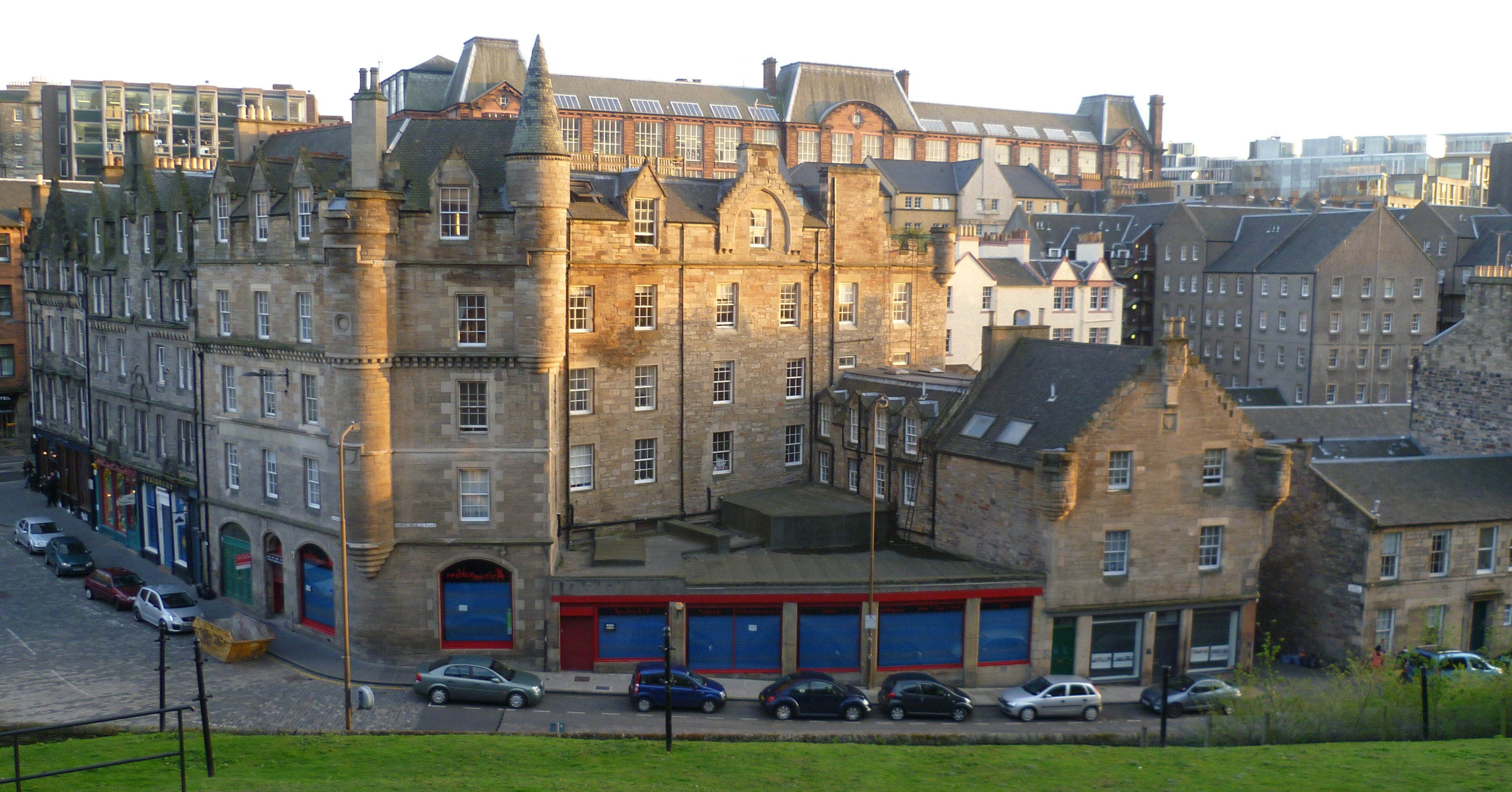
Современный вид эдинбургского района Уэст-Порт. Доходный дом на Тэннерс-клоуз, снесённый в 1902 году, стоял напротив здания со светло-розовым фасадом (ближе к центру снимка)

Согласно показаниям Хэра на суде, первым телом, проданным ими Ноксу, стал труп квартиранта, умершего 27 ноября 1827 года от естественных причин — престарелого отставного солдата по имени Дональд, задолжавшего Хэру и Лэрд 4 фунта стерлингов за жильё. Похитив тело перед похоронами и набив гроб корой, Бёрк и Хэр доставили труп в Эдинбургский университет в поисках покупателя (в соответствии с первоначальным планом — преподавателя анатомии профессора Монро). По показаниям Бёрка, студент университета направил их в учебное заведение Барклая на Серджонс-сквер (англ. Surgeons’ Square), где они, сговорившись о цене с ассистентами Роберта Нокса Джонсом, Миллером и Фергюсоном (англ. Jones, Miller, Ferguson), продали тело для нужд анатомирования за 7 фунтов 10 шиллингов.
Жертвой первого умышленного убийства, совершённого Бёрком и Хэром в декабре 1827 года, стал недомогавший жилец четы Хэров — мельник по имени Джозеф (англ. Joseph the miller; в некоторых источниках — Джозеф Миллер, Joseph Miller), которого преступники задушили подушкой, предварительно досыта накормив и опоив виски — по заявлению Бёрка и Хэра на суде, исключительно с целью «облегчить страдания умирающего».
11 февраля 1828 года Бёрк и Хэр пригласили переночевать в меблированных комнатах престарелую жительницу Гилмертона Абигейл Симпсон (англ. Abigail Simpson), приехавшую в Эдинбург за пенсией. Действуя проверенным способом, сообщники напоили Симпсон спиртным и задушили её (по другой версии, Маргарет сама зазвала Симпсон в дом, предложила ей виски и, дождавшись, когда та опьянеет, позвала мужа). За труп Симпсон им заплатили 10 фунтов стерлингов. В том же месяце был убит «англичанин-разносчик» (англ. English peddler), чьё имя осталось неустановленным.

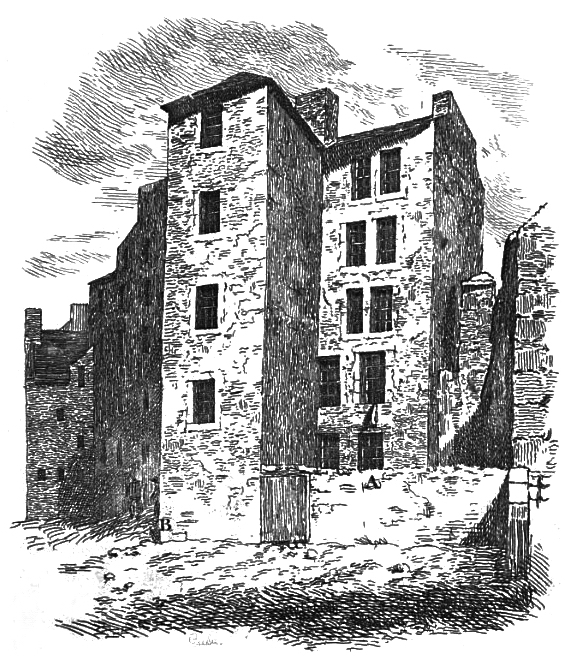
Дом Уильяма Бёрка и Хелен Макдугал. Вид со двора

Утром 9 апреля 1828 года Бёрк, встретив в одном из трактиров Кэнонгейта двух восемнадцатилетних проституток, — Мэри Паттерсон Митчелл (англ. Mary Patterson Mitchell) и Джанет Браун (англ. Janet Brown) — пригласил их к себе на завтрак; обе, после некоторых колебаний, приняли приглашение. Приведя девушек в дом своего брата, Бёрк щедро напоил обеих спиртным, после чего Паттерсон уснула прямо за столом. Пытаясь опоить и Браун, Бёрк повёл её в паб, затем снова привёл в дом, где по-прежнему спала, сидя за столом, пьяная Мэри. Неожиданно в комнату, осыпая Бёрка и Джанет бранью, ворвалась Хелен; последовала драка, в ходе которой Бёрк вытолкал сожительницу за дверь. Браун, не желая присутствовать при скандале, предпочла уйти, но пообещала вернуться за Паттерсон после того, как Хелен (продолжавшая браниться из-за двери) уберётся восвояси. По пути домой Джанет завернула к миссис Лори (англ. Mrs. Lawrie) — хозяйке доходного дома, некогда сдававшей комнату ей и Мэри. Услышав рассказ Джанет о событиях, случившихся с ней и Мэри утром того дня, Лори, обеспокоенная судьбой Паттерсон, велела Джанет немедленно вернуться к Хэру и забрать у него девушку. Когда Джанет пришла за подругой, ей сказали, что Мэри ушла с Бёрком и вернётся позже, после чего Джанет принялась ждать Мэри у входа в дом. Несколько часов спустя миссис Лори, переживая за судьбу самой Джанет, послала за ней человека из прислуги. Уступив его уговорам и так и не дождавшись возвращения Мэри, Джанет ушла. К этому времени её подруга уже находилась на анатомическом столе Нокса. Позднее в Эдинбурге распространился слух о том, что один из студентов Нокса опознал мёртвую Паттерсон прямо во время лекции.
В мае 1828 года от рук убийц погибла знакомая Бёрка — нищая по имени Эффи (англ. Effie), за тело которой Бёрк и Хэр получили 10 фунтов стерлингов. Предположительно летом того же года были убиты ещё пятеро неизвестных, в том числе нищая старуха и её слепой внук. Задушив старуху (по другим сведениям — отравив чрезмерной дозой болеутоляющего средства), Хэр сломал мальчику спину о колено. Тела старухи и мальчика были проданы Ноксу за 8 фунтов каждое.
Около июня 1828 года между сообщниками произошла ссора, вероятно, вызванная тем, что Хэр, воспользовавшись отъездом Бёрка из Эдинбурга, самостоятельно добыл несколько трупов и отказался делиться с Бёрком выручкой. В результате ссоры Бёрк и Макдугал выехали из меблированных комнат, арендовав собственный многоквартирный дом в той же округе. Тем не менее «анатомические убийства», давно ставшие единственным источником доходов для Бёрка и Хэра, не прекращались: в том же месяце были убиты знакомая Бёрка прачка по имени миссис Ослер (англ. Mrs. Ostler) и двоюродная сестра Макдугал — Энн Макдугал (англ. Ann McDougal). Тогда же Бёрк «спас» от полицейского участка задержанную на улице безымянную пьяную женщину, заявив констеблям, что хорошо её знает; всего через несколько часов тело жертвы было доставлено в медицинскую школу. Затем была убита обнищавшая пожилая проститутка Элизабет Холдейн (англ. Elizabeth Haldane), забравшаяся на ночлег в конюшню Хэра, а несколько месяцев спустя — её дочь Пегги Холдейн (англ. Peggy Haldane).
Следующей жертвой Бёрка и Хэра стал хорошо известный в уэст-портской округе умственно отсталый хромой юноша — восемнадцатилетний Джеймс Уилсон по прозвищу Полоумный Джейми (англ. James Wilson, “Daft Jamie”), убитый в начале октября 1828 года. Уилсон отчаянно сопротивлялся — Бёрку и Хэру пришлось душить его вдвоём. Когда доктор Нокс, начиная на следующее утро очередной анатомический класс, сдёрнул покров с тела, несколько студентов узнали Полоумного Джейми. В ходе лекции голова и ступни Уилсона были отрезаны. Нокс отрицал принадлежность тела Уилсону, однако начал препарирование именно с лица трупа.
Последней жертвой стала Марджори Кэмпбелл Докерти (англ. Marjory Campbell Docherty), убитая в ночь Хэллоуина — с 31 октября на 1 ноября 1828 года. Утром предыдущего дня Бёрк, по обыкновению зайдя в пивную, обратил внимание на ирландский акцент пожилой женщины, просившей подаяния у хозяев заведения. Предложив женщине кружку спиртного, Бёрк выяснил, что её зовут Мэри Докерти из Инишоуэна, после чего заявил, что его мать носила ту же фамилию и происходила из тех же мест. Уверив Докерти, что он и она, несомненно, приходятся друг другу родственниками, он без труда заманил её к себе в дом, однако не смог сразу убить свою жертву из-за присутствия квартирантов — супругов Джеймса и Энн Грей (англ. James Gray, Ann Gray). Вечером Бёрк и Макдугал, устроившие с Докерти обильное возлияние по случаю Хэллоуина, уговорили чету Греев провести ночь в меблированных комнатах Хэров. Другой жилец Бёрков, снимавший комнату этажом выше и вернувшийся домой около полуночи, услышал из-за двери квартиры Греев звуки борьбы и женский крик: «Убивают! Зовите полицию, здесь убивают!» (англ. Murder! Get the police, there is murder here!). Квартирант выбежал на улицу и провёл там некоторое время в безрезультатных поисках констебля, затем снова вошёл в дом, поднялся по лестнице и прислушался к происходившему за дверью. Не услышав ничего подозрительного, жилец решил, что инцидент исчерпан, и отправился спать.

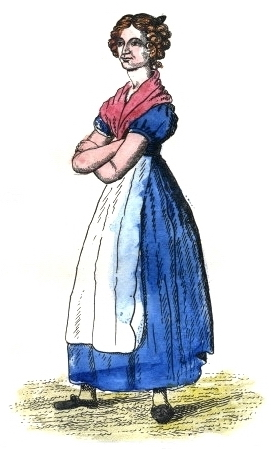
Мэри Паттерсон Митчелл. Убита 9 апреля 1828
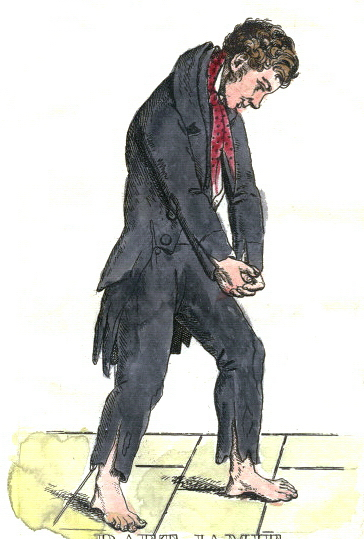
Джеймс Уилсон — «Полоумный Джейми». Убит в октябре 1828
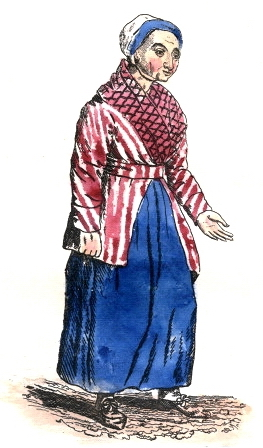
Марджори Кэмпбелл Докерти. Убита в ночь с 31 октября на 1 ноября 1828

## Разоблачение. Суд. Казнь

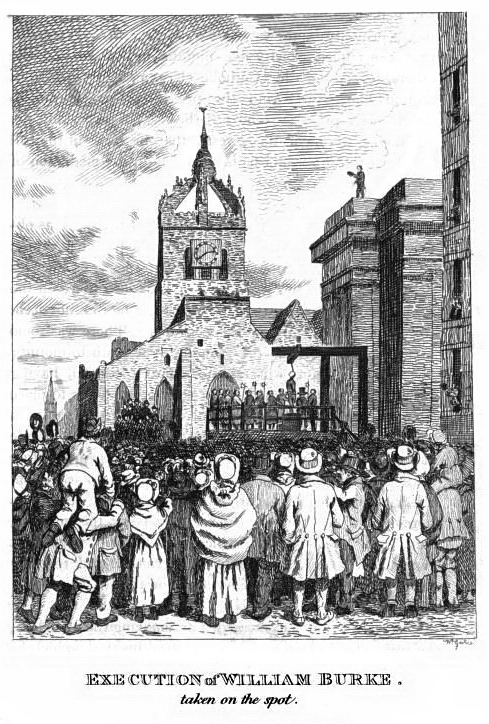
Казнь Уильяма Бёрка

Вернувшись домой утром следующего дня, супруги Грей обнаружили, что Докерти исчезла. На расспросы о судьбе вчерашней гостьи Макдугал заявила, что выставила её за дверь, поскольку та повела себя с Бёрком «чересчур дружелюбно». Энн Грей заподозрила неладное, когда Бёрк не позволил ей приблизиться к кровати, на которой она оставила свои чулки. Вечером следующего дня, когда супруги Грей остались одни, они заглянули под кровать и обнаружили там тело Докерти. По пути в полицейский участок чета Греев столкнулась с Макдугал, безуспешно попытавшейся предложить им десять фунтов в неделю за молчание об увиденном.
До прихода полиции Бёрк и Хэр успели унести тело из дома, однако во время допроса Бёрк заявил, что Докерти покинула квартиру в семь часов утра, тогда как по утверждению Макдугал она ушла ещё вечером. И Бёрк, и Макдугал были немедленно взяты под стражу. Анонимный осведомитель привёл полицейских в лекционную комнату Нокса, где в ящике для чая было обнаружено тело Докерти, опознанное Джеймсом Греем. Вскоре после этого были арестованы Хэр и его жена. 6 ноября 1828 года Джанет Браун, прочитав в газете об убийствах, инкриминируемых Бёрку и Хэру в связи с исчезновениями жителей уэст-портской округи, пришла в полицейский участок и опознала изъятую у Лэрд одежду своей подруги Мэри Паттерсон. Тем не менее собранные в ходе следствия улики против Бёрка и Хэра были сочтены недостаточно убедительными, и лорд-адвокат сэр Уильям Рэй (англ. Sir William Rae) предложил Хэру иммунитет от судебного преследования при условии, что тот раскается в содеянном и согласится свидетельствовать против Бёрка.
На основании показаний, данных Хэром, 24 декабря 1828 года Уильяму Бёрку был вынесен приговор — смертная казнь через повешение с последующим публичным анатомированием. Приговор был приведён в исполнение утром 28 января 1829 года. За казнью, состоявшейся на улице Лонмаркет (по другим данным — в начале Хай-стрит) перед собором Сейнт-Джайлс, наблюдали от 25 до 40 тысяч человек. После казни тело Бёрка было выставлено на всеобщее обозрение в эдинбургском медицинском колледже; при этом несколько студентов-медиков, улучив удобный момент, отре́зали от трупа куски кожи для последующей продажи и в качестве сувениров. Профессор Александр Монро, осуществивший препарирование тела согласно приговору, обмакнул перо в кровь Бёрка и написал в специально приготовленной книге:

Писано кровью У-ма Бёрка, повешенного в Эдинбурге. Сия кровь была взята из его головы.
Книга, обтянутая дублёной кожей Бёрка, его посмертная маска и скелет экспонируются в анатомическом музее медицинской школы Эдинбургского университета.
Хелен Макдугал была отпущена за невозможностью доказать её соучастие в убийствах. Отдельный иск матери Джеймса Уилсона против Хэра был отклонён ввиду защиты от судебного преследования, гарантированной ему как «королевскому свидетелю» (англ. king’s evidence). Нокс, избежавший каких бы то ни было официальных обвинений (на исповеди Бёрк поклялся, что тот не знал о происхождении препарируемых им трупов), подвергся публичной обструкции как фактический инициатор убийств, совершённых Бёрком и Хэром.

## Последующие события
26 декабря 1828 года Макдугал вернулась домой, где подверглась нападению разъярённой толпы. Возможно, после этого она переехала к своей семье в Стерлинг. По неподтверждённым сведениям, позднее она эмигрировала в Австралию (Новый Южный Уэльс), где погибла на пожаре около 1868 года. Маргарет Лэрд (Хэр), отпущенную на свободу 19 января 1829 года и едва избежавшую уличного суда в Глазго, видели садящейся с ребёнком на рейс парового пакетбота в Белфаст. Других достоверных известий о её судьбе не сохранилось.
Уильям Хэр, выпущенный из-под стражи 5 февраля, доехал дилижансом до Дамфриса, где был немедленно узнан и затравлен толпой, вынудившей его укрыться в местной гостинице. Под защитой полицейских, предоставивших Хэру временное убежище в стенах тюрьмы, он был усажен на дилижанс, направлявшийся в Англию. 31 марта 1829 года в городской газете Ньюри The Newry Commercial Telegraph появилась заметка, сообщавшая о появлении Хэра в ирландском городе Скарва:

УБИЙЦА ХЭР. — Вечером прошлой пятницы [27 марта] убийца Хэр, сопровождаемый женою и отпрыском, явился в пивную в Скарве и, испросив себе кружку виски, с хорошо наигранным беспокойством стал расспрашивать ближних хозяина об их здравии и благополучии. Но поскольку Хэр родился в этой местности, его скоро узнали и велели тотчас оставить заведение, чему он повиновался — не без того, однако, чтобы попытаться преуменьшить свои ужасные злодеяния, заявив, будто он совершал их, будучи одурманенным. Хэр направился в сторону Лохбрикленда, сопровождаемый угрозами и улюлюканьем мальчишек, задразнивших его до такой степени, что ему пришлось бежать через поле — с такою поспешностью, что вскоре совершенно исчез из виду; его несчастная жена осталась стоять посреди дороги, взывая к милосердию и клятвенно отрицая всякую причастность к преступлениям её презренного мужа. Теперь они живут в доме дяди Хэра близ Лохбрикленда. Хэр родился и вырос в миле от Скарвы, в соседнем графстве Арма; незадолго до отъезда из сей страны он жил в услужении у м-ра Холла, смотрителя одиннадцатого шлюза близ Пойнтзпасса. Главною обязанностью Хэра было управление лошадьми, арендуемых его хозяином для волочения барж по Ньюри-каналу. Хэр всегда отличался свирепым и злобным нравом, образчик коего изъявил, убив одну из хозяйских лошадей, из-за чего был принуждён бежать в Шотландию, где совершил беспримерные злодейства, навсегда обеспечившие ему видную страницу в анналах преступлений. — Корреспондент Северного Вига
Некоторое время в Великобритании ходили слухи о том, что Хэр ослеп и впал в нищету, побирался на улицах лондонского Ист-Энда, был забит до смерти узнавшей его толпой и брошен в известняковый карьер. Ни один из подобных рассказов не был официально подтверждён. Последний раз Хэра видели в английском городе Карлайл.
Роберт Нокс, до конца жизни утаивавший подробности своих сделок с Бёрком и Хэром, продолжал прибегать к услугам эдинбургских «похитителей тел» для исследовательских и лекционных нужд. После принятия в 1832 году закона, предоставившего учёным и медицинским школам Великобритании легальные способы получения трупов, популярность лекций Нокса среди студентов упала; его ходатайства о получении должности в медицинской школе Эдинбургского университета были отвергнуты. После смерти жены в 1842 году Нокс, окончательно утративший репутацию в академическом сообществе, переехал в Лондон, где в течение следующих четырнадцати лет выступал с лекциями по анатомии, а также публиковал статьи в медицинских журналах и популярные очерки о рыбной ловле. В 1856 году Нокс устроился патологоанатомом в Бромптонскую раковую больницу (англ. Brompton Hospital; ныне — лондонская онкологическая клиника Ройял-Марсден) и проработал там до самой смерти 20 декабря 1862 года.
Преступления Бёрка и Хэра, обозначившие кризис в британском и мировом медицинском образовании начала XIX века, привели к принятию законодательного «Анатомического акта», устранившего основной мотив для «анатомических убийств». Согласно редакционной статье в первом номере британского медицинского журнала The Lancet за 1829 год,

Говорят, что Бёрк и Хэр <…> — подлинные авторы указанной [законодательной] меры, и то́, что парламент никогда не додумался бы санкционировать из предусмотрительности, теперь силою вырвут из его страхов <…>. Было бы лучше, если бы повод к сему страху был изъявлен и устранён прежде, нежели шестнадцать человеческих существ пали жертвами бездеятельности Правительства и Законодательных учреждений. Не нужно было обладать особенною прозорливостью, чтобы предвидеть последствия, с неизбежностью вытекавшие из системы обмена между похитителями трупов и анатомами, с существованием коей столь долго мирилось исполнительное правительство. Правительство уже́ в большой степени ответственно за преступление, коему оно нимало не препятствовало, даже и поощряя его систематическими попущениями.

### Фигурки с холма Артурс-Сит
В начале июля 1836 года пятеро мальчиков, охотившихся на кроликов на склоне эдинбургского холма Артурс-Сит («Трон Артура»), нашли в небольшой пещере — возможно, искусственного происхождения — набор из 17 миниатюрных (длиной около 10 см) гробов с лежавшими в них тщательно вырезанными, раскрашенными и одетыми деревянными человеческими фигурками. Тогда же были высказаны предположения о том, что куклы предназначались для колдовства или представляли собой ритуальное захоронение изображений погибших в плавании моряков. В 1994 году американский юрист Сэмюел Менефи (англ. Samuel Menefee) и шотландский историк Аллен Симпсон (англ. Allen Simpson) выдвинули версию о возможной связи найденных фигурок с уэст-портскими убийствами. Так, количество кукол может соответствовать числу тел, проданных Ноксу и подвергшихся анатомированию — 16 непосредственных жертв убийств и труп отставника Дональда, умершего от естественных причин, или нищей Марджори Докерти, после обнаружения её тела полицией также, по всей вероятности, попавшей на анатомический стол. Версии Менефи и Симпсона противоречит, однако, тот факт, что одежда на всех найденных куклах имитировала мужскую, тогда как большинство жертв Бёрка и Хэра были женщинами. Истинное назначение фигурок, ныне экспонируемых в Национальном музее Шотландии в Эдинбурге (до настоящего времени сохранилось восемь фигурок из 17), остаётся неизвестным.

## В популярной культуре

### Фольклор
- «Страшные истории» о бёркерах, нападающих на путешественников (в особенности детей) и продающих их тела анатомам, до сегодняшнего дня составляют часть шотландского городского фольклора[47].

### Кино
- В 1945 году американский режиссёр Роберт Уайз поставил фильм «Похититель тел» по мотивам одноимённого рассказа Стивенсона. Главные роли в фильме исполнили Бела Лугоши и Борис Карлофф.
- В 1948 году британским режиссёром Освальдом Митчеллом[англ.] был снят фильм об уэст-портских убийствах под рабочим названием «Преступления Бёрка и Хэра» (англ. Crimes of Burke and Hare), однако Британский совет по классификации фильмов, сочтя тему фильма чрезмерно эпатирующей, настоял на исключении из картины упоминаний имён убийц. Полностью переозвученный фильм вышел в прокат под названием «Алчность Уильяма Харта[англ.]».
- В фильме ужасов 1960 года «Плоть и бесы[англ.]» британского режиссёра Джона Гиллинга[англ.], посвящённом уэст-портским убийствам, главные роли исполнили Питер Кушинг (Нокс), Дональд Плезенс (Хэр) и Джордж Роуз (Бёрк).
- В фильме 1971 года «Доктор Джекилл и сестра Хайд», снятом британским режиссёром Роем Уордом Бейкером по мотивам повести Роберта Льюиса Стивенсона «Странная история доктора Джекила и мистера Хайда» (1886), Бёрк и Хэр живут в поздневикторианскую эпоху и работают на доктора Джекилла. Роль Бёрка исполнил Айвор Дин[англ.], роль Хэра — Тони Калвин (англ. Tony Calvin).
- В фильме ужасов 1971 года «Бёрк и Хэр» британского режиссёра Вернона Сьюэлла[англ.] роль Бёрка исполнил Деррен Несбитт, роль Хэра — Глинн Эдвардс[англ.].
- В фильме ужасов 1985 года «Доктор и дьяволы[англ.]» британского режиссёра Фредди Фрэнсиса, снятом по одноимённому сценарию Дилана Томаса (1953), роль доктора Рока — экранного воплощения Нокса — исполнил Тимоти Далтон.
- В 2010 году вышла на экраны чёрная комедия американского режиссёра Джона Лэндиса «Руки-ноги за любовь» с Саймоном Пеггом в роли Бёрка и Энди Серкисом в роли Хэра. Фильм представляет собой вольную трактовку истории преступлений Бёрка и Хэра.

### Телевидение
- 6 февраля 1956 года состоялась премьера 20-го эпизода 1-го сезона британского телесериала «Пьеса недели ITV» (англ. ITV Play of the Week) — «Анатом» (англ. The Anatomist) с Аластером Симом в роли Нокса[49].
- В эпизоде «Новый экспонат» (англ. The New Exhibit) американского телесериала «Сумеречная зона» (4-й сезон, 13-й эпизод; премьера 4 апреля 1963[50]) Бёрк, Хэр и другие известные убийцы предстают в качестве экспонатов в музее восковых фигур. Роль хранителя музея исполнил Мартин Болсам.
- Истории Бёрка и Хэра посвящён 7-й эпизод 3-го сезона американского телесериала «Альфред Хичкок представляет» «Дело Макгрегора» (англ. The McGregor Affair; премьера 23 ноября 1964[51]). Роль Макгрегора — носильщика Бёрка и Хэра — сыграл Эндрю Дагган[англ.]. В роли Бёрка снялся Артур Мэлет[англ.], в роли Хэра — Майкл Пэйт[англ.].
- Шестой Доктор — персонаж радиопьесы «Медицинские цели[англ.]» (2004) по мотивам британского научно-фантастического телесериала «Доктор Кто» — находится в центре событий, связанных с уэст-портскими убийствами. Главные роли в спектакле исполнили Колин Бейкер (Шестой Доктор), Лесли Филлипс (Нокс) и Дэвид Теннант (Полоумный Джейми).
- В апреле 2012 года в телевизионной передаче Four Rooms, выходящей на британском телеканале Channel 4, был продемонстрирован бумажник, изготовленный из кожи руки Уильяма Бёрка[52].
- В 1-м эпизоде 2-го сезона американского телесериала «Предания» описана деятельность Уильяма Бёрка и Уильяма Хэра.

### Музыка
- «Burke and Hare» — 12-я песня в альбоме Falling from Grace (1999) британской сайкобилли-группы Sugar Puff Demons[53].
- Death Revenge (2017) — концептуальный альбом американской дэт-метал-группы Exhumed, полностью посвящённый истории уэст-портских убийств[54].

## Комментарии
1. ↑  Традиционное написание фамилии преступника в изданиях, последовательно использующих букву ё при передаче иностранных имён[2][3][4][5]. Другие варианты транскрипции — Берк[6][7], Бэрк[8], Борке[9]. Руководства по практической транскрипции рекомендуют передавать эту фамилию как Берк[10][11][12].
2. ↑  Встречаются написания Хар[13], Хейр[6], Хэар[4][5], Хэир[7], Хэйр[8], Гэр[9].
3. 1 2  Ср. в статье А. Я. Розенблата «Анатомический акт» из «Энциклопедического словаря, составленного русскими учёными и литераторами» (1862):

До этого билля положение учащихся и врачей в Англии было самое тяжёлое. Общество, суды и медицинские учреждения, дававшие медицинские учёные степени, требовали от них анатомических знаний, которых они в Англии нигде не могли приобрести, потому что закон строго запрещал вскрытие трупов и употребление их для анатомических исследований и упражнений. В XVI столетии, правда, для поощрения анатомических занятий закон приказал «выдавать ежегодно корпорации цирюльников-хирургов (barber-surgeons) трупы 4-х казнённых разбойников для анатомического их вскрытия» и впоследствии установил даже, что посмертное вскрытие трупов входило в приговор различных преступников как часть их наказания; но эти меры, конечно, немного могли облегчить затруднение желавших изучать анатомию; напротив, они сильно вредили анатомии, увеличив существовавшее везде и без того общественное нерасположение и предубеждение к ней тем, что анатомическое исследование трупа превращали в часть наказания за преступления. Следствием этого положения дел было то, что кто только мог уезжал из Англии учиться медицине в Голландию, Италию, Германию, Францию, где уже давно анатомия пользовалась правом гражданства и стояла под покровительством более разумного законодательства. Но не все могли уезжать из Англии для изучения анатомии; остававшиеся нуждались в трупах, и эта настоятельная потребность вызвала в Лондоне, Эдинбурге и друг. местах Англии особенного рода отвратительную промышленность — кражу трупов (body-snatchers), вырывание их из могил и даже убийства с целью добыть трупы. Так, ещё в 1828 г. эдинбургский сапожник Вильям Борке (Burke) и другой эдинбургский житель Гэр (Hare) были обвинены и уличены в трёх убийствах. Незадолго перед казнью Борке признался, что он, вместе с Гэром, совершил 15 убийств и трупы несчастных продал одному эдинбургскому хирургу! История Борке и Гэра именно побудила английский парламент снарядить в 1829 г. комиссию для подробного исследования положения анатомии в Англии. Исследования и прения продолжались от 1829 до 1832 г., когда, наконец, состоялся анатомический акт, или билль, уничтоживший вменение в наказание преступникам вскрытие их трупов после казни и дозволивший медицинским школам пользоваться трупами для анатомических и медицинских целей с соблюдением известных правил, подобных существующим везде в этом отношении[9].
4. ↑  Также «воскрешатели» (англ. resurrectionists)[2][16].
5. ↑  По сведениям из разных источников, у Бёрка было от двух[19] до семи детей, из которых впоследствии выжил единственный ребёнок (сын)[18].
6. ↑  В первом печатном собрании материалов процесса об уэст-портских убийствах, выпущенном в Эдинбурге в 1829 году, сообщается, что после смерти мужа Макдугал жила в доме своего отца[20].
7. ↑  Согласно протоколу допроса Уильяма Бёрка, убийство Джозефа последовало за убийством Абигейл Симпсон, совершённым весной 1828 года[25].
8. ↑  По предположению американской исследовательницы Лайзы Рознер (англ. Lisa Rosner), Паттерсон была не проституткой, а воспитанницей эдинбургского приюта Св. Магдалины (англ. Magdalene Asylum) для сирот и девушек из неблагополучных семей[30].
9. ↑  В протоколе судебного допроса — Мэри Доуэрти (англ. Mary Dougherty)[32].